# Socha Panny Marie Pomocné (Jakubovice)
Klasicistní sloup se sochou Panny Marie Pomocné od neznámého autora se od roku 1829 nalézá u polní cesty vedoucí z Jakubovic k poutnímu místu Mariánská Hora v okrese Ústí nad Orlicí. Sloup se sochou je od roku 1958 chráněn jako nemovitá kulturní památka ČR.

## Popis
Na pískovcovém základě u polní cesty stojí nízký hranolový, nahoře profilováním okosený podstavec. Na přední straně podstavce je vytesán německý nápis a vročení 1829.
Na podstavci stojí užší hranolový pilíř zakončený nahoře profilovanou, ve středu vzhůru obloukovitě vzepjatou římsou. Přední strana pilíře je zdobena reliéfním mariánským monogramem a korunou.
Na profilované římse stojí další konický pilíř s profilovanou patkou a zakončený nahoře jednoduchou římsou. Na této římse je umístěna socha Panny Marie sedící na oblaku ozdobeném dvěma hlavičkami andílků. Panna Marie s hlavou skloněnou k levému rameni drží v náručí Ježíška, který ji objímá kolem krku. Přední stěna konického pilíře je zdobena reliéfní zavěšenou květinou.